# Kraina cienia
Kraina cienia (czes. Krajina ve stínu) – czeski historyczny dramat obyczajowy z 2020 roku w reżyserii Bohdana Slámy.
Utrzymany w konwencji czarno-białego filmu quasi-dokumentalnego, przedstawia dramatyczne losy mieszkańców przygranicznej wsi począwszy od lat trzydziestych aż po lata pięćdziesiąte XX wieku. Obraz inspirowany autentycznym wydarzeniem dokonanej przez czeską milicję na cywilach masakry w miejscowości Tušť w maju 1945 roku. Zdjęcia kręcono w 2019 roku we wsi Bořice koło Mirotic (kraj południowoczeski), miejscu zamieszkania reżysera.

## Obsada
- Magdaléna Borová – Marie Veberová
- Stanislav Majer – Karel Veber
- Csongor Kassai – Josef Pachl
- Barbora Poláková – Marta Lišková
- Robert Miklus – Otto Kaizinger
- Pavel Nový – Arnošt Stein
- Petra Špalková – Anna Svitková
- Zuzana Kronerová – Růžena Kotrbová
- Ondřej Malý – Alois Bednář
- Ági Gubik – Eva Bednářová
- Tomás Jerábek – Václav Bláha
- Marek Pospíchal – Jaroslav Mares